# Rebellion (canción)
«Rebellion» —en español: «Rebelión»— es una canción de la banda estadounidense de rock Linkin Park, grabada originalmente para su sexto álbum de estudio, The Hunting Party, del cual es la octava pista. El tema incluye la participación del músico estadounidense de ascendencia armenia Daron Malakian, miembro de la banda System of a Down y Scars on Broadway, quien aporta una guitarra adicional. «Rebellion» se publicó en un primer momento como el segundo sencillo promocional de The Hunting Party el 4 de junio de 2014 y más tarde, el 13 de octubre de ese año, también se difundió a través de las radios de rock estadounidenses como el cuarto sencillo oficial del álbum.

## Composición
En un anticipo del álbum hecho por Rolling Stone, se afirmó que «'Rebellion' usa un riff y percusión muy rápidos que encuentran el punto medio entre el hardcore y el disco, que juntos cargan hacia un estribillo con el mensaje "Rebellion, we lost before the start" —"Rebelión, perdimos antes del comienzo"—». En otro avance por parte de AltWire, se describió a la canción como «similar sonoramente a un tema de la era de Toxicity de System of a Down con el sonido característico de guitarra de Daron Malakian, que queda totalmente de manifiesto mientras hace uso de semicorcheas en un rapidísimo riff de guitarra por detrás de la voz líder de Mike Shinoda, que solo se rompe por un momento en el estribillo cuando Chester Bennington toma el micrófono y canta "we are the fortunate ones, imitations of rebellion" —"somos los afortunados, imitaciones de rebelión"—». Además, añadió que el tema combina el estilo de metal alternativo de System of a Down con el sonido punk de principios de los 90 que influencia a muchas de las canciones de The Hunting Party.

## Video musical
Mike Shinoda afirmó que se estaba recopilando material fílmico en vivo para hacer un video musical para «Rebellion», pero hasta el momento este no se ha publicado. No obstante, el 3 de junio de 2014 la banda subió un video con la letra de la canción que, siguiendo el estilo de su sencillo anterior «Wastelands», presenta letras blancas sobre fondo negro de manera simplista y linear, con algunos efectos especiales adicionales, como las letras rompiéndose en pedazos.

## Recepción
En una reseña tema por tema del álbum de Billboard, la canción tuvo una recepción positiva, considerando al riff introductorio como «quizá la parte de guitarra más genial del álbum» y afirmando que la canción habla de «la ira de ser estadounidense y no tener nada realmente a lo que rebelarse» y que la banda toca «con la urgencia de insurgentes». Sound and Motion Magazine citó al puente de la canción como su momento destacado, sosteniendo que «con guitarras pesadas y percusión rápida, este tema suena como lo que llevó por primera vez a Linkin Park a ser el centro de atención, lo que pondrá eufóricos a muchos fanáticos leales».

## Formato
| Descarga digital |                                  |                           |          |  |
| N.º              | Título                           | Productores               | Duración |  |
| 1.               | «Rebellion» (con Daron Malakian) | Brad Delson, Mike Shinoda | 3:44     |  |

## Créditos y personal
Linkin Park
- Chester Bennington: voz.
- Rob Bourdon: batería y percusión.
- Brad Delson: guitarra.
- Dave «Phoenix» Farrell: bajo.
- Joe Hahn: samples y programación.
- Mike Shinoda: voz principal, guitarra y teclado.

Músicos adicionales
- Daron Malakian: guitarra adicional.

## Posicionamiento en listas
| Lista (2014)                                       | Posición más alta |
| -------------------------------------------------- | ----------------- |
| Estados Unidos (Mainstream Rock Tracks, Billboard) | 15                |
| Francia (SNEP)                                     | 83                |
| Reino Unido (UK Rock, OCC)                         | 13                |